# أنطوني هيكوكس
أنطوني هيكوكس (بالإنجليزية: Anthony Hickox)‏ (و. 1959  م) هو مخرج أفلام، وكاتب سيناريو، وممثل أفلام، ومنتج أفلام، ومخرج تلفزيوني بريطاني، ولد في لندن.

## وصلات خارجية
- أنطوني هيكوكس على موقع IMDb (الإنجليزية)
- أنطوني هيكوكس على موقع ألو سيني (الفرنسية)
- أنطوني هيكوكس على موقع أول موفي (الإنجليزية)
- أنطوني هيكوكس على موقع قاعدة بيانات الأفلام السويدية (السويدية)
- أنطوني هيكوكس على موقع إن إن دي بي (الإنجليزية)
- أنطوني هيكوكس على موقع قاعدة بيانات الفيلم (الإنجليزية)
- أنطوني هيكوكس على موقع كينوبويسك (الروسية)